# Resavica (Despotovac)
Resavica es un centro urbano ubicado en la municipalidad de Despotovac, en el distrito de Pomoravlje, Serbia.

## Superficie
Posee una superficie de 9,502 kilómetros cuadrados.

## Demografía
Hasta 2011 la población era de 2035 habitantes, con una densidad de población de 214,2 habitantes por kilómetro cuadrado.